# Vinkelhoppspindel
Vinkelhoppspindel (Aelurillus v-insignitus) är en spindelart som först beskrevs av Carl Alexander Clerck 1757.
Vinkelhoppspindel ingår i släktet Aelurillus och familjen hoppspindlar. Arten är reproducerande i Sverige. Inga underarter finns listade i Catalogue of Life.
Honor är med en längd av 5,5 till 7,7 mm större än hannar som blir 4 till 5 mm långa. Framkroppen har hos honan en gråbrun till mörkbrun grundfärg och hos exemplar av hankön är framkroppen svartbrun. Kännetecknande är ljusa mönster på framkroppen som liknar två V i utseende. Honan kan dessutom ha andra fläckar på framkroppen. Bakkroppen har för varje kön samma grundfärg som framkroppen. Dessutom förekommer en ljus längsgående strimma på toppen och för honor även ljusa fläckar på varje sida av strimman. Håren på första benparet är hos hannar främst gulaktiga och honor har mörka och gulbruna avsnitt. Typiskt är dessutom det täta ljusa hårtäcket på känselspröten hos båda kön.
Arten kan hittas i nästan alla habitat som förekommer i den tempererade zonen. Den besöker även byggnader. I Europa har arten inte dokumenterats i Island.

## Bildgalleri

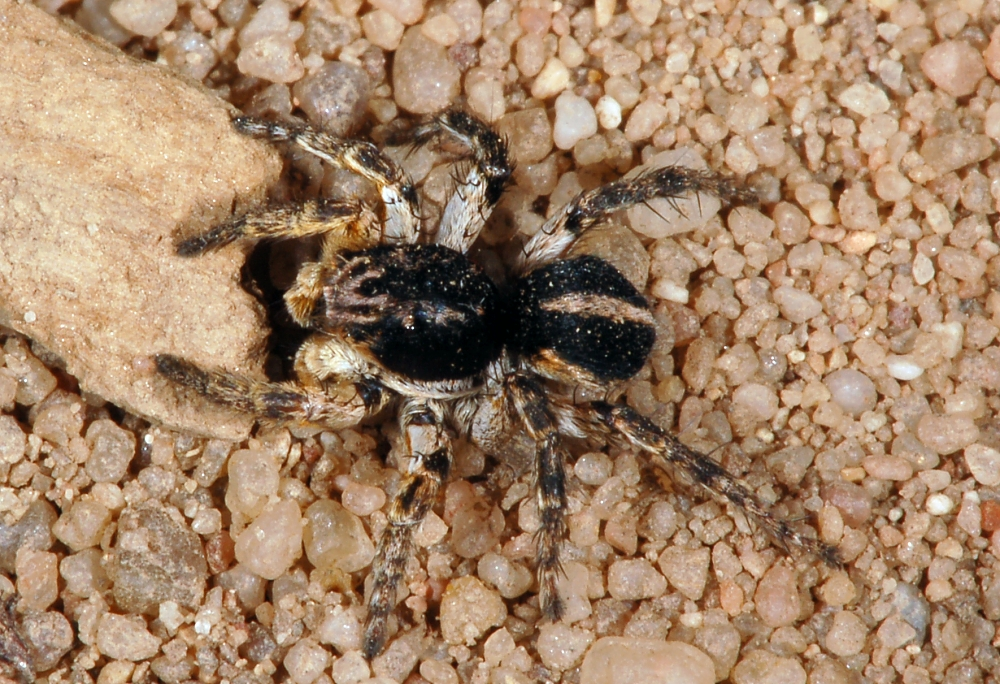
Hanne
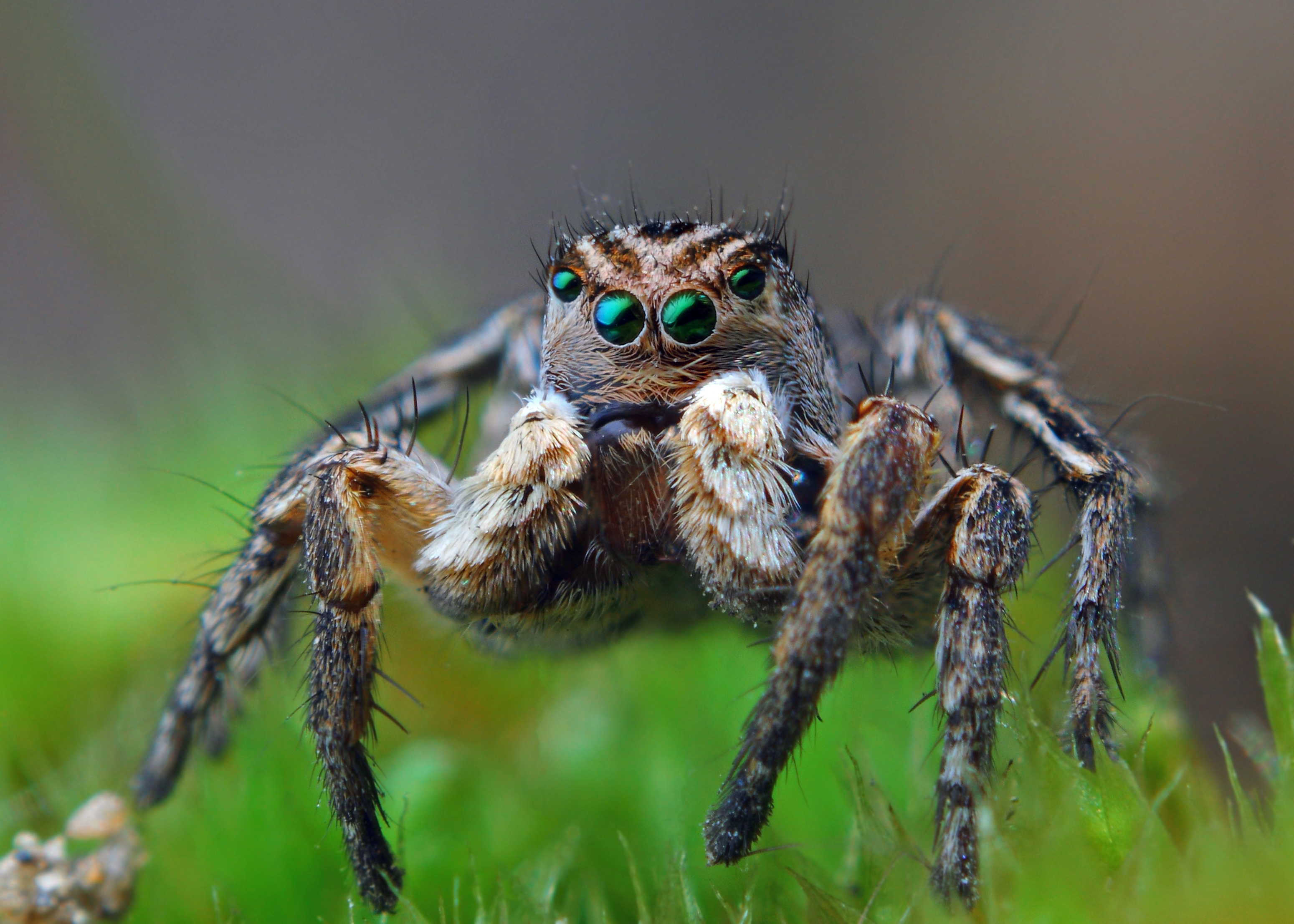
Hanne
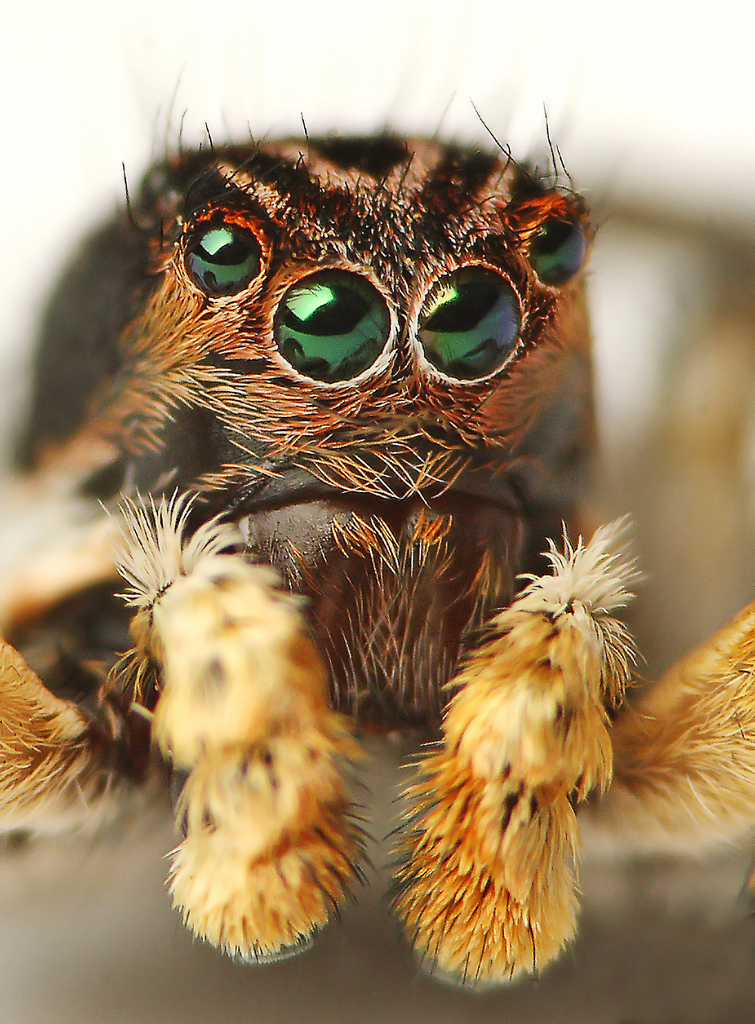
Hanne, huvudet
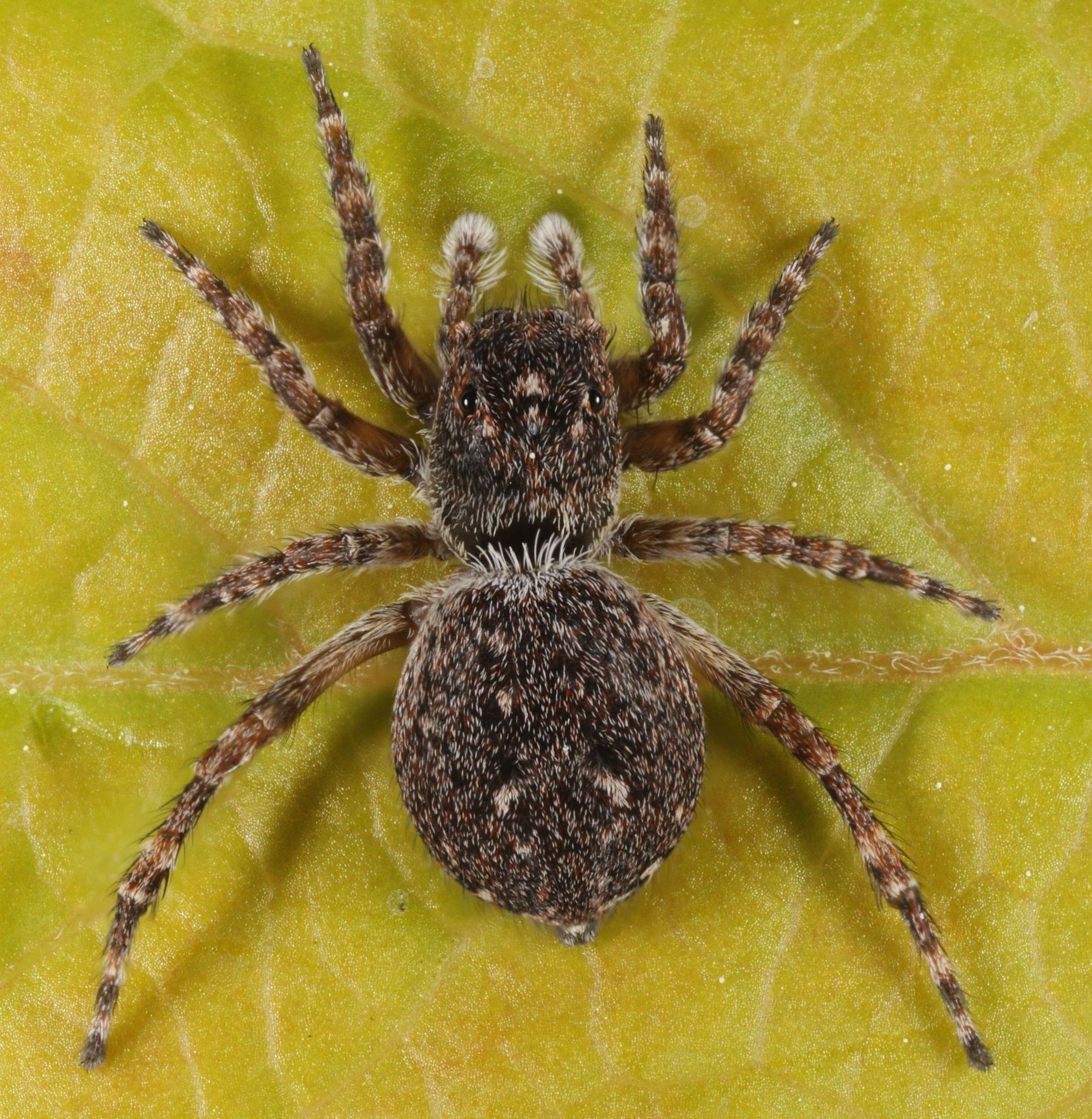
Vuxen hona
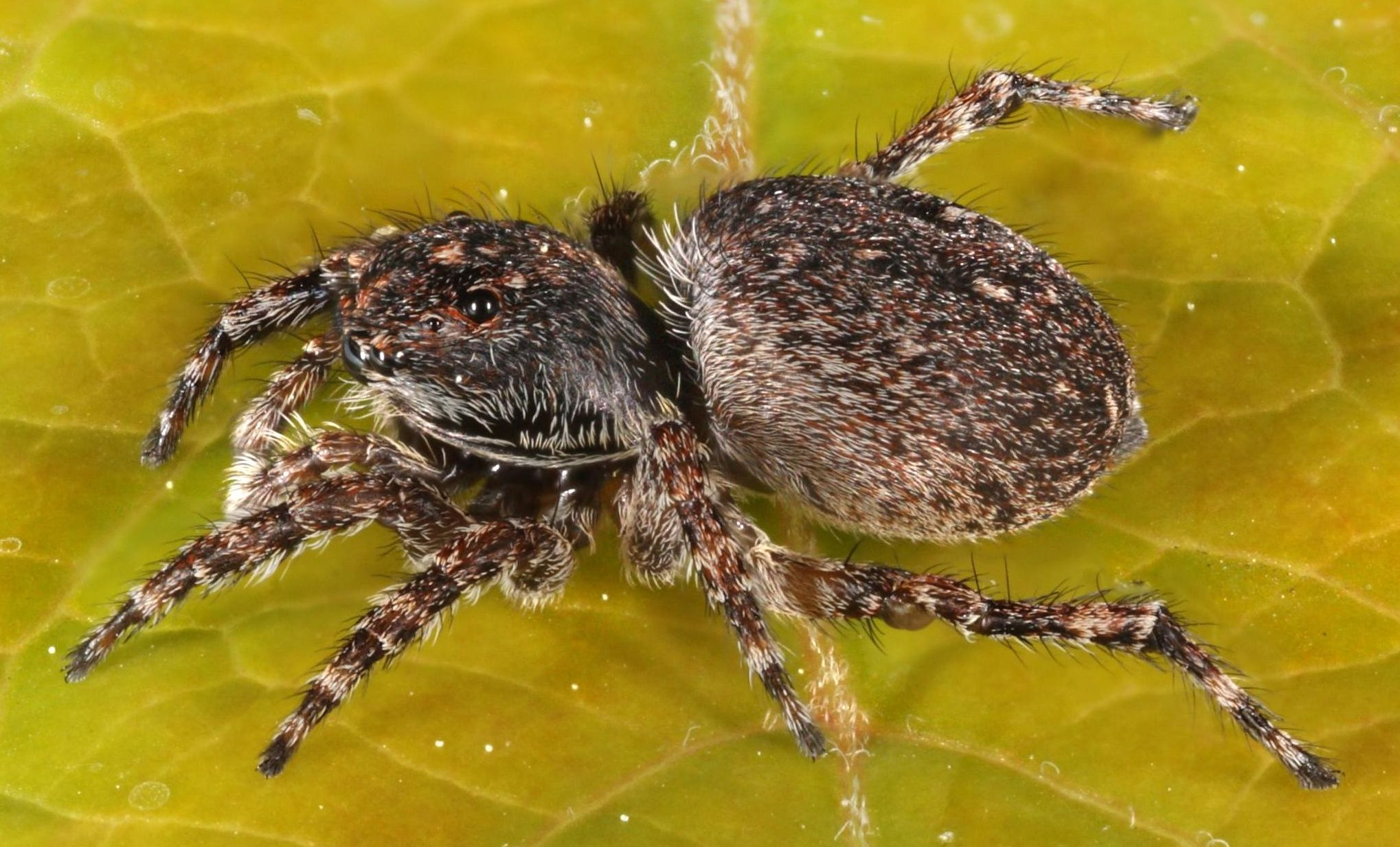
Vuxen hona
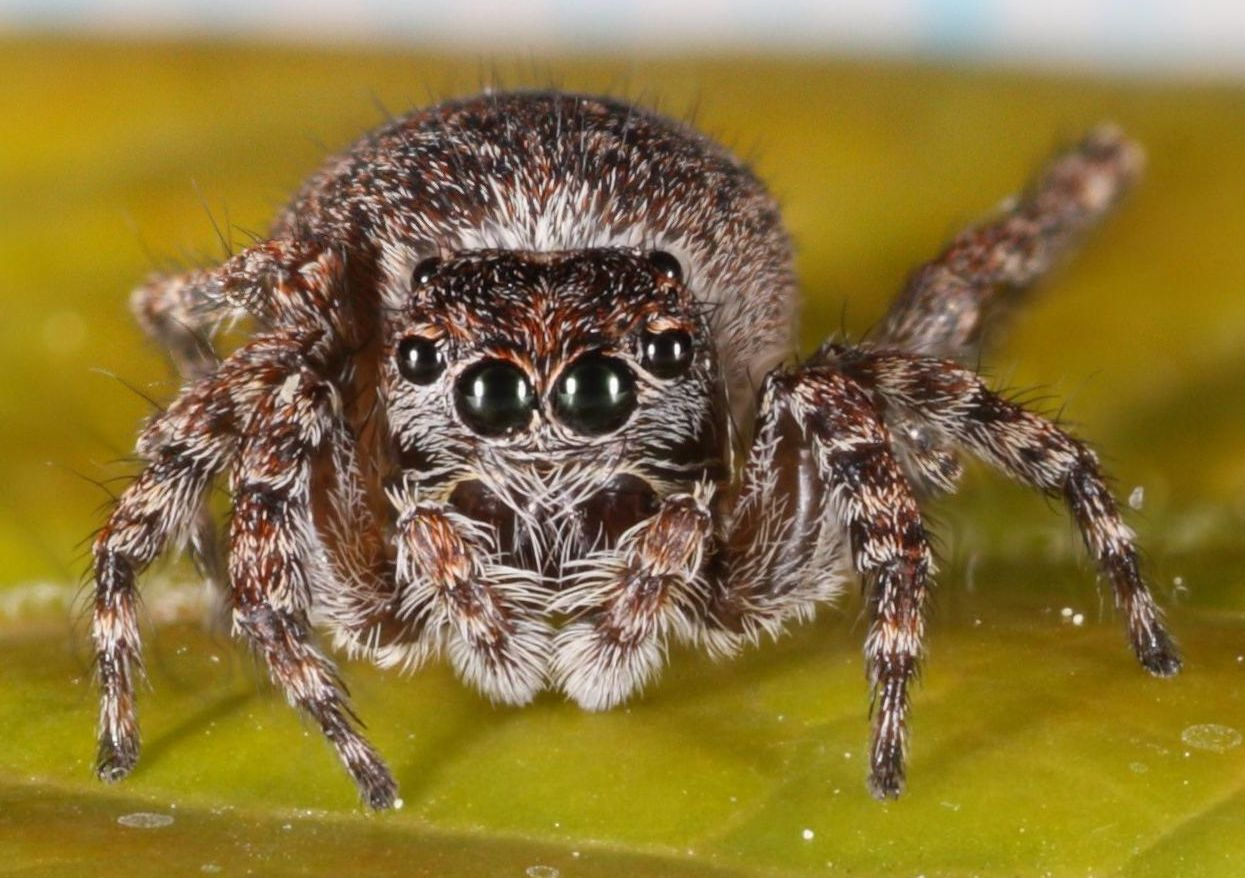
Vuxen hona
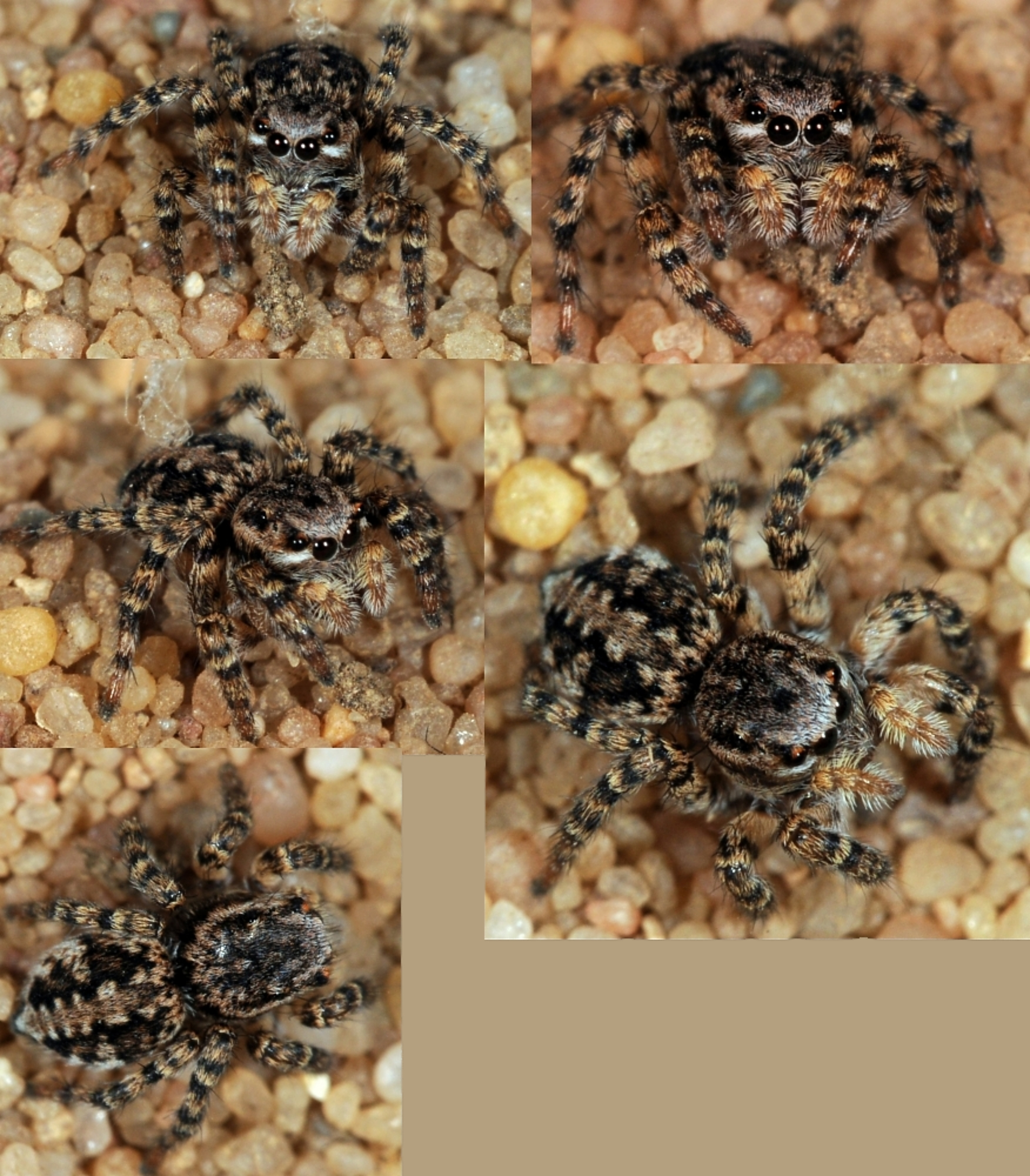
Bildserie med en hona eller ung hanne